# Bojong Tugu
Bojong Tugu is een bestuurslaag in het regentschap Sukabumi van de provincie West-Java, Indonesië. Bojong Tugu telt 3445 inwoners (volkstelling 2010).